# Ceriagrion nipponicum
Ceriagrion nipponicum – gatunek ważki z rodziny łątkowatych (Coenagrionidae). Występuje w Japonii i Chinach.